# سقنقورهای پیچ‌وتابدار
سقنقورهای پیچ‌وتابدار (نام علمی: Lygosoma) نام یک سرده از زیرخانواده پیچ‌وتابیان است.